# Вікторіано Сантос Іріарте
Сантос Іріарте (ісп. Santos Iriarte; нар. 2 листопада 1902, Канелонес — пом. 10 листопада 1968, Монтевідео) — уругвайський футболіст, що грав на позиції нападника.
Виступав, зокрема, за клуб «Пеньяроль», а також національну збірну Уругваю, у складі якої став чемпіоном світу.

## Клубна кар'єра
На клубному рівні Іріарте не добився великих успіхів, так як виступав більшу частину кар'єри за скромний клуб «Расінг» (Монтевідео) з Монтевідео, де він є донині найбільшим футболістом усіх часів. Проте в кінці кар'єри він все ж пограв у «Пеньяролі», у складі якого став чемпіоном Уругваю.

## Виступи за збірну
Вперше Іріарте був викликаний до збірної Уругваю для участі у Олімпійських іграх 1924 року у Парижі. Однак він і Паскуаль Сомма незабаром після прибуття в Париж покинули розташування збірної через ностальгію і повернулися в Монтевідео. Після цього Сантоса Іріарте не залучали до ігор у збірній аж до першого чемпіонату світу 1930 року.
На тому домашньому турнірі Іріарте провів всі матчі своєї збірної і забив 2 голи, в тому числі у фінальному матчі проти збірної Аргентини. Цей гол в результаті виявився переможним для збірної Уругваю (рахунок став 3:2, а Уругвай виграв матч з рахунком 4:2). Також Іріарте відзначився в півфіналі проти збірної Югославії. Всього протягом кар'єри у національній команді провів у формі головної команди країни 5 матчів, забивши 2 голи.
Помер 10 листопада 1968 року на 67-му році життя у Монтевідео.

## Досягнення
- Чемпіон Уругваю (1): 1933
- Чемпіон Уругваю у Другому дивізіоні (Інтермедіа) (1): 1929
- Чемпіон світу (1): 1930